# Phytomyptera maurokara
Phytomyptera maurokara là một loài ruồi trong họ Tachinidae.